# 3032 Еванс
3032 Еванс (3032 Evans) — астероїд головного поясу, відкритий 8 лютого 1984 року.
Тіссеранів параметр щодо Юпітера — 3,282.